# Sparruhorn
Sparruhorn är en bergstopp i Schweiz.   Den ligger i distriktet Visp och kantonen Valais, i den södra delen av landet, 90 km söder om huvudstaden Bern. Toppen på Sparruhorn är 2 988 meter över havet, eller 112 meter över den omgivande terrängen. Bredden vid basen är 0,42 km.
Terrängen runt Sparruhorn är mycket bergig. Närmaste större samhälle är Visp, 15,0 km nordost om Sparruhorn. 
I omgivningarna runt Sparruhorn växer i huvudsak barrskog. Runt Sparruhorn är det ganska glesbefolkat, med 26 invånare per kvadratkilometer.